# 颱風菲特 (2007年)
颱風菲特是2007年太平洋台风季第九个被命名的热带风暴，并在日本登陆。在风暴的鼎盛时期，它的强度被联合台风警报中心认为是二级台风的下限，但在时候的分析中，菲特被联合台风警报中心降格为一级台风。菲特至少致使东京两人丧生，并给日本造成了接近1.5亿美元（2007年美元）的损失。菲特也是自2005年的台风玛娃之后首个袭击日本的热带气旋。
「菲特」这个名字是由密克罗尼西亚联邦提供的，是一种花名。

## 气象历史
2007年8月26日早上，联合台风警报中心一个熱帶擾動在西太平洋塞班岛东北的海域发展。
菲特在8月29日凌晨於關島東北偏東約1,310公里發展為一個熱帶低氣壓，初時向東北移動。菲特在同日上午迅速增強為熱帶風暴，逐漸轉向東北偏北至北移動。
當日傍晚，菲特增強為強烈熱帶風暴，並轉向西北偏北移動，其後菲特轉向西北偏西至西北推進。翌日，菲特增強為颱風及轉向北移動。
颱風菲特於8月31日進一步轉向西北偏西移動。 菲特在9月1日晚上轉向西移動。9月2日凌晨，菲特減弱為強烈熱帶風暴，並轉向西移動，在翌日下午轉向西北偏西推進，9月4日再度增強為颱風。
颱風菲特於當晚進一步轉向西北偏北移動，並在翌日凌晨轉向北推進。9月5日，菲特風力達到顛峰，風速高達每小時130公里。
9月6日下午11時，菲特於日本靜岡縣賀茂郡南伊豆町登陸。其後颱風菲特逐漸受日本地型、較強垂直風切變及較低水溫影響而減弱，菲特於9月7日減弱為強烈熱帶風暴，轉向東北偏北移動，其後菲特在9月7日中午減弱為熱帶風暴。9月8日上午0時，菲特於日本北海道函館市登陸。同日上午2時半，菲特於日本北海道虻田郡洞爺湖町登陸。同日下午，菲特轉化為溫帶氣旋。

## 影響

### 日本
菲特於2007年8月產生於馬里亞納群島東北海面上，並於9月6日下午11時在日本靜岡縣賀茂郡南伊豆町登陸，在關東地方造成了豪雨與大風災害，導致交通機關陷入大規模混亂，並有人員傷亡。

## 外部連結
- （英文）https://web.archive.org/web/20090826230250/http://metocph.nmci.navy.mil/jtwc.php 聯合颱風警報中心首頁
- （繁體中文）http://www.cwb.gov.tw （页面存档备份，存于） 中央氣象局首頁
- （日語）http://www.jma.go.jp/jma/index.html （页面存档备份，存于） 日本氣象廳首頁

1. ↑  香港天文台. .   [2014-01-18]. （原始内容存档于2018-09-26）. （页面存档备份，存于）
2. ↑  . 联合台风警报中心.   [2005-01-26].[]